# Anthidium nigroventrale
Anthidium nigroventrale là một loài ong trong họ Megachilidae.